# Zwickau in Straßennamen
Rund 160 Straßen sind nach der Stadt Zwickau in Sachsen benannt.
Die folgende tabellarische Übersicht erhebt keinen Anspruch auf Vollständigkeit und ist rückwärts alphabetisch sortiert, damit die Straßen in Zwickau ganz oben stehen, kann aber mit einer Interaktion auf »Ort« im Tabellenkopf umgedreht werden.
| Name                    | Ort                       | Bundesland          | Kommentar | Bild |
| ----------------------- | ------------------------- | ------------------- | --- | --- |
| Zwickauer Straße        | Zwickau                   | Sachsen             | Ortsteil Schneppendorf im Stadtteil Crossen, führt stadtauswärts nach Mülsen, dort gleicher Name, Erstnennung 1912 | |
| Zwickauer Straße (†)    | Zwickau                   | Sachsen             | historischer Straßenname, heute: Salutstraße in Eckersbach. Namenshistorie: - Erstnennung 1936: Horst-Wessel-Straße - Erstnennung 1945: Zwickauer Straße - Erstnennung 1971: Sternenstraße (Teilstück) - Erstnennung 1987: Salutstraße | |
| Zwickauer Straße (†)    | Zwickau                   | Sachsen             | historischer Straßenname, heute: Marienthaler Straße und Karl-Keil-Straße im Ortsteil Marienthal. - Namenshistorie der Marienthaler Straße: - Erstnennung 1876: Marienthaler Straße - Erstnennung 1904: Zwickauer Straße und Marienthaler Straße - Erstnennung 1938: Marienthaler Straße - Namenshistorie der Karl-Keil-Straße: - Zwickauer Straße (ohne Jahresangabe) - Erstnennung 1922: Karl-Keil-Straße | |
| Innere Zwickauer Straße | Zwickau                   | Sachsen             | Stadtteil Niederplanitz, Erstnennung 1925 | |
| Äußere Zwickauer Straße | Zwickau                   | Sachsen             | Stadtteil Oberplanitz, Erstnennung 1925 | |
| Zwickauer Straße        | Zirndorf                  | Bayern              | [ 1 ] | |
| Zwickauer Straße        | Wolfsburg                 | Niedersachsen       | Plattenbauten | |
| Zwickauer Straße        | Wilkau-Haßlau             | Sachsen             | | zwei vierstöckige Häuser, dreispurige Straße (davon zwei Spuren mit Pfeilmarkierungen zum Abbiegen), Grünbewuchs |
| Zwickauer Straße        | Wildenfels                | Sachsen             | | |
| Zwickauer Straße        | Wiesbaden                 | Hessen              | [ 9 ] | |
| Zwickauer Straße        | Werdau                    | Sachsen             | | einzelnes Haus einer ehemaligen Häuserzeile, einspurig mit Zebrastreifen, im Hintergrund Bushaltestelle und Reklame |
| Zwickauer Straße        | Stollberg/Erzgeb.         | Sachsen             | | abschüssige Straße ohne Straßenbahnmarkierungen, Bürgersteig auf der rechten Seite, links und rechts Bäume, hinten ein paar Häuser, Autos und Ampel                                                                                    |
| Zwickauer Straße        | Straubing                 | Bayern              | [ 9 ] [ 1 ] | |
| Zwickauer Straße        | Schneeberg                | Sachsen             | | Häuserreihe hinter einer Straße ohne Fahrbahnmarkierung. Das mittlere Haus in gelb und weiß sieht ordentlich aus, kein Neubau. Einbahnstraßenschild zeigt Richtung Betrachter*in und weg von der Straße, deutet also eine Kreuzung an. |
| Zwickauer Straße        | Saterland                 | Niedersachsen       | nördlichste Zwickauer Straße | |
| Zwickauer Straße        | Rödermark                 | Hessen              | | |
| Zwickauer Straße        | Reichenbach im Vogtland   | Sachsen             | Stolperstein an der Hausnummer 22 | Stolperstein: Hier wohnte, Leo Beutler, Jahrgang 1872, verhaftet 1942, Buchenwald, tot 16.2.1942 |
| Zwickauer Straße        | Oberasbach                | Bayern              | [ 1 ] | |
| Zwickauer Weg           | Nürtingen                 | Baden-Württemberg   | | |
| Zwickauer Straße        | Nürnberg                  | Bayern              | [ 9 ] [ 1 ] | |
| Zwickauer Straße        | Neutraubling              | Bayern              | [ 9 ] [ 1 ] | |
| Zwickauer Straße        | Neumarkt in der Oberpfalz | Bayern              | [ 1 ] | |
| Zwickauer Straße        | Neumark                   | Sachsen             | Vogtland | Postmeilensäule mit der Jahreszahl 1731 an einer Landstraße |
| Zwickauer Straße        | Mülsen                    | Sachsen             | Ortsteil Thurm, behält in der namensgebenden Stadt den Straßennamen | |
| Zwickauer Straße        | Moers                     | Nordrhein-Westfalen | westlichste Zwickauer Straße | |
| Zwickauer Straße        | Markkleeberg              | Sachsen             | | |
| Zwickauer Weg           | Mannheim                  | Baden-Württemberg   | | |
| Zwickauer Straße        | Lippstadt                 | Nordrhein-Westfalen | | |
| Zwickauer Straße        | Lichtentanne              | Sachsen             | | |
| Zwickauer Straße        | Leipzig                   | Sachsen             | [ 10 ] | blaues Schild mit dem Straßennamen vor einem Hochhaus |
| Zwickauer Straße        | Köln                      | Nordrhein-Westfalen | verläuft parallel zur A3 | |
| Zwickauer Straße        | Koblenz                   | Rheinland-Pfalz     | Plattenbauten | |
| Zwickauer Straße        | Kirchhain                 | Hessen              | | |
| Zwickauer Straße        | Herrenberg                | Baden-Württemberg   | | |
| Zwickauer Straße        | Helmstedt                 | Niedersachsen       | | |
| Zwickauer Straße        | Hannover                  | Niedersachsen       | Plattenbauten | |
| Zwickauer Straße        | Hartenstein               | Sachsen             | | Ganzmeilenstein mit der Aufschrift: »Zwickau 2,00 M.« an einem gepflasterten Sachsen-Wappen am Straßenrand |
| Zwickauer Straße        | Halle (Saale)             | Sachsen-Anhalt      | [ 9 ] | Haus hinter einem Bauzaun |
| Zwickauer Straße        | Gersthofen                | Bayern              | südlichste Zwickauer Straße | |
| Zwickauer Weg           | Gerstetten                | Baden-Württemberg   | Sackgasse | |
| Zwickauer Straße        | Gera                      | Thüringen           | [ 9 ] | |
| Zwickauer Straße        | Eslarn                    | Bayern              | [ 1 ] | |
| Zwickauer Weg           | Erfurt                    | Thüringen           | | |
| Zwickauer Straße        | Düsseldorf                | Nordrhein-Westfalen | Plattenbauten | |
| Zwickauer Straße        | Dresden                   | Sachsen             | östlichste Zwickauer Straße, Zwickauer Platz direkt daneben, Eisenbahnmuseum | Gepflasterte Straße, in der Mitte eine Pferdekutsche, aber moderne Aufnahme |
| Zwickauer Platz         | Dresden                   | Sachsen             | an der Zwickauer Straße, Spielplatz | ein städtischer Spielplatz |
| Zwickauer Straße        | Dortmund                  | Nordrhein-Westfalen | Hochbunker | |
| Zwickauer Straße        | Crimmitschau              | Sachsen             | | |
| Zwickauer Straße        | Chemnitz                  | Sachsen             | [ 9 ] | Straße. Mitte: zwei Straßenbahngleise und überdachte Haltestellen auf beiden Seiten. Rechts: drei Autospuren. Links: mindestens eine Autospur.                                                                                         |
| Zwickauer Straße        | Bremen                    | Bremen              | Hochbunker | Rote Büchertauschzelle namens Bücherdorf |
| Zwickauer Weg           | Brandenburg an der Havel  | Brandenburg         | | |
| Zwickauer Damm          | Berlin                    | Berlin              | siehe auch: - Liste der Straßen und Plätze in Berlin-Rudow#Zwickauer Damm* - Liste der Straßen und Plätze in Berlin-Gropiusstadt#Zwickauer Damm* - U-Bahnhof Zwickauer Damm | |
| Zwickauer Weg           | Bad Rappenau              | Baden-Württemberg   | | |
| Zwickauer Straße        | Altenburg                 | Thüringen           | | großes Ziegelgebäude |